# Référendum constitutionnel vanuatais de 2024
Le référendum constitutionnel vanuatais de 2024 a lieu le 29 mai 2024 afin de permettre à la population du Vanuatu de se prononcer sur deux amendements de la Constitution de 1980.
Portés par le gouvernement de Charlot Salwai, les deux projets interviennent dans le contexte d'une forte instabilité parlementaire, qui amène les gouvernements successifs à tenter depuis plusieurs années des réformes destinées à l'endiguer. Celle de 2024 est cependant la première tentative de révision constitutionnelle à atteindre l'étape d'une mise au vote populaire, le référendum devenant quant à lui le premier de l'histoire du pays.
Le premier projet d'amendement soumis au vote concerne la perte par un député de son siège au parlement Parlement s'il quitte le parti politique sous l'étiquette duquel il a été élu, ou en est exclu.
Le second projet concerne la perte par un député de son siège s'il est indépendant ou le seul élu de son parti et qu'il ne rejoint pas un parti politique disposant de plusieurs députés dans les trois mois suivant la première session parlementaire d'une nouvelle législature.
Les deux projets sont approuvés à de larges majorités de près de 60 % des voix.

## Contexte

### Instabilité chronique

Composition du parlement élu en 2022. Chaque couleur représente un parti.

Organisé sous la forme d'une république parlementaire depuis son indépendance en 1980, le Vanuatu fait face depuis les années 1990 à une vie politique vanuataise marquée par une forte instabilité. Depuis les élections de 1987, aucun parti n'a pu remporter seul une majorité absolue de sièges au Parlement, en raison de la fragmentation et de la multiplication des partis politiques.
Les dernières élections organisées en octobre 2022 voient ainsi pas moins de dix huit partis se départager les 52 sièges du Parlement. À cette fragmentation s'ajoute une habitude solidement ancrée chez les députés de mouvement transfuges, ceux-ci changeant fréquemment de parti et de bord politique. Les majorités parlementaires fluctuent fortement tout au long des législatures, provoquant de nombreuses crises politiques et motions de censure, qui aboutissent souvent à la chute des gouvernements voire à la dissolution anticipée du Parlement.

### Tentatives de réforme de 2016

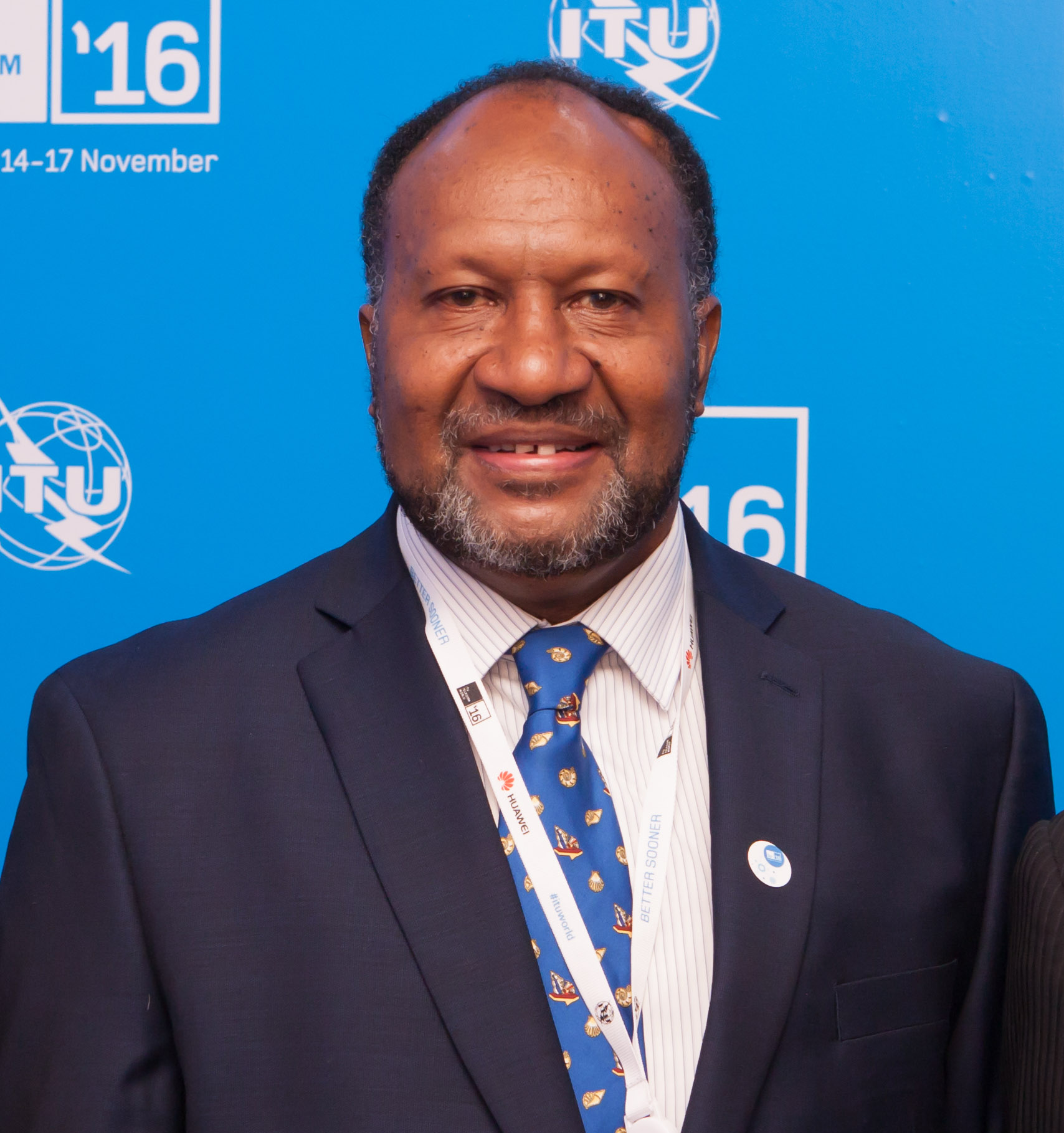
Charlot Salwai

Cette situation finit par amener une partie de l'échiquier politique à conclure à la nécessité de réformer le système politique vanuatais. Porté au pouvoir à l'issue des élections législatives de janvier 2016, le Premier ministre Charlot Salwai, dirigeant du Mouvement de réunification pour le changement, s'engage le 9 juin suivant à procéder à une révision de la constitution en ce sens. Le projet est notamment soutenu par le ministre des affaires étrangères Ralph Regenvanu, membre du Parti terre et justice, qui en devient le porteur officiel. Une commission parlementaire formée sept jours plus tard soumet le 3 septembre 2016 son rapport au parlement, dans lequel elle propose une série de modifications dont notamment une réglementation plus stricte des partis, l'extension de quatre à cinq ans du mandat du parlement, ainsi qu'un changement de la procédure des motions de censure.
Le projet de révision constitutionnel du gouvernement Salwai I se focalise finalement sur une partie de ces propositions. Sont notamment proposées la création d'un Bureau du registraire des partis politiques afin de formaliser ces derniers, la destitution automatique de tout député ayant quitté le parti sous l'étiquette duquel il a été élu, ainsi que celle de tout député élu sans étiquette qui ne se soit pas déclaré affilié à un parti avant la première session de la nouvelle législature suivant les élections,. Ces mesures visent alors à empêcher à la fois la formation informelle de partis politiques « minuscules et de court terme sans programme clair » et le changement répété d'étiquette politique des députés.
Le projet est soumis au vote du parlement afin d'aboutir à une mise à référendum. L'article 85 de la Constitution de 1980 disposent en effet qu'une révision constitutionnelle ne peut avoir lieu qu'après avoir été adoptée par le parlement à la majorité qualifiée des deux tiers du total de ses membres. L'article 86 dispose quant à lui que le projet doit obligatoirement être soumis à référendum dans le cas d'une révision touchant à certains sujets, dont le système électoral ou le système parlementaire,,. Le projet de révision ayant été adopté en première lecture le 24 novembre 2016, une mise à référendum est alors attendue pour mars 2017. Le 2 décembre, cependant, l'opposition retire son soutien au projet. Ne disposant plus que du soutien de 33 députés sur les 35 requis, Charlot Salwai est contraint de retirer son projet,.
Une dernière tentative est menée fin janvier 2019 par Ralph Regenvanu. La tentative se solde cependant par un nouvel échec, le projet étant reporté une première fois en mai faute de soutien, puis rejeté en septembre par les députés. Il est finalement abandonné après la victoire de l’opposition aux élections législatives vanuataises de 2020.

### Poursuite de l'instabilité

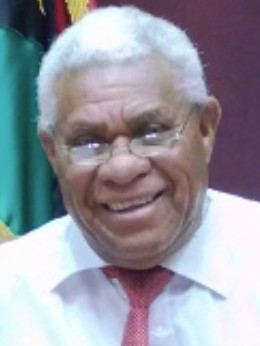
Bob Loughman

Le nouveau gouvernement mené par Bob Loughman, à la tête du Vanua'aku Pati, s'accorde comme l'ancien sur la nécessité de réformer le système politique afin d'empêcher les changements d'allégeance et les motions de défiance qui caractérisent la vie politique du pays depuis les années 1990. Les tentatives de réforme de Loughman se focalisent cependant sur d'autres sujets dont celle du ministère de la Justice, l'extension de quatre à cinq ans de la durée du mandat du parlement, et la réduction de 17 à 13 du nombre de ministères,. Échouant le 17 juin à obtenir la majorité nécessaire avec seulement 31 voix favorables, ces propositions rencontrent une forte opposition, au point de conduire en août 2022 à la chute du gouvernement,,. Un total de 17 députés dont un ministre décident de le quitter, provoquant la mise au vote prochaine d'une motion ce censure. Avant que cette dernière n'ait pu avoir lieu, Bob Loughman obtient du Président de la république Nikenike Vurobaravu la dissolution du parlement, qui déclenche la tenue le 13 octobre 2022 de nouvelle élections,. Ces dernières voient le chef de l'Union des partis modérés, Ishmael Kalsakau, être élu Premier ministre.
En septembre et octobre 2023, le Vanuatu subit une nouvelle période d'instabilité politique, qui voit se succéder trois Premiers ministres. Ishmael Kalsakau cède la place le 4 septembre à Sato Kilman, du Parti progressiste populaire, à la suite d'une motion de censure en raison de la politique jugée insuffisamment favorable à la Chine du Gouvernement Ishmael Kalsakau,,. Victime de luttes internes au sein de la nouvelle coalition gouvernementale, Sato Kilman ne parvient à maintenir son Gouvernement qu'à peine plus d'un mois, avant le vote d'une énième motion de censure le 6 octobre.

### Nouvelle tentative
Cette période d'instabilité conduit au retour au pouvoir de Charlot Salwai, qui est réélu Premier ministre le jour même de la chute de Sato Kilman, tout en renforçant la nécessité de son projet de réforme du système au yeux de la population et de la classe politique. Plusieurs manifestations ont lieu tandis qu'une pétition appelant à une réforme réunie plus de 5 000 signatures, accroissant ainsi la pression sur les députés.
En décembre 2023, le ministre de l'Intérieur Johnny Koanapo du gouvernement Salwai II dépose au Parlement un projet de réforme reprenant certaines des propositions avortées de 2019. Il est adopté le 11 décembre à l'unanimité des 47 députés présents, puis signé le 30 par le président Vurobaravu. Une partie du projet qui prévoyait un temps d'attente d'un an entre deux motions de censure, via une révision de l'article 43.3, n'est finalement pas retenue. Une réforme régulant la formation, l'organisation et le maintien des partis politiques, jusque là souvent informels, est néanmoins votée, reprenant une paftie du projet de 2016. La révision elle-même se focalise quant à elle uniquement sur la perte des sièges des députés qui quitterait ou serait exclus de leur parti, ou n'en rejoindrait pas un après avoir été élu sans étiquette. La mise à référendum, obligatoire en raison de la modification du système électoral et parlementaire, est fixée début janvier 2024 au 29 mai 2024 par la Commission électorale, qui décide cependant le 16 février de scinder le projet d'amendements en deux articles distincts, 17A et 17B, soumis individuellement au vote,.
La commission clarifie par ailleurs les modalités du vote, le premier de ce genre organisé dans le pays. Est ainsi requise pour en valider le résultat la seule majorité absolue des suffrages exprimés, les électeurs étant invités à voter pour ou contre chacun des deux projets. Les bulletins sont rédigés dans les trois langues officielles : le bichelamar, l'anglais et le français,.

## Contenu
Le projet d'amendement est subdivisé en deux questions distinctes, la première visant à l'ajout dans la constitution d'un article 17A, et la seconde à celui d'un article 17B,,.
L'article 17A porte sur la perte automatique de son siège par un député si celui quitte son parti politique ou en est exclu en cours de législature pour avoir cessé de le soutenir. Dans les deux cas, le dirigeant d'un parti dispose de quatorze jours pour en informer le Président, qui déclare le siège vacant dans les sept jours par un arrêté publié au journal officiel. Les conditions permettant de définir qu'un député à « cesser de soutenir » son parti sont laissées à la libre appréciation des partis, qui doivent ainsi les expliciter dans leur statut respectifs,.
L'article 17B porte sur la perte automatique de son siège par un député s'il est élu en tant qu'indépendant, ou se trouve être le seul élu de son parti, et qu'il ne rejoint pas un autre parti politique dans les trois mois suivant la première session parlementaire d'une nouvelle législature. La déclaration d'affiliation à un parti doit être contresignée par le président du parti politique en question, et transmise au greffier du parlement,.
Après chaque élections législatives, l'ensemble des membres élus fournissent cette déclaration d'affiliation. Sont également concernés les députés élus lors d'élections partielles, auquel cas le délai de trois mois débute le jour de la première session parlementaire suivant l'élection. À l'issue de ce délai de trois mois, le Président annonce les affiliations de l'ensemble des membres du parlement. En cas d'absence d'affiliation d'un député, celui-ci perd son siège selon la même procédure que celle prévue dans l'article 17A,.

## Campagne
La Commission électorale fixe la date du référendum au 29 mai 2024, la campagne nationale d'information des citoyens commençant quant à elle le 7 février,.
Dès son adoption par le parlement, le projet suscite des critiques dont celles d'Ishmael Kalsakau, qui souligne qu'il n'empêche pas les candidats de se présenter sans étiquette afin de choisir leur affiliation politique après leur élection. L'ancien Premier ministre fait notamment remarquer qu'une réforme similaire aux Îles Salomon a eu pour conséquence que la plupart des candidats se présentent en tant qu'indépendants aux élections législatives et ne rejoignent un parti politique qu'après leur élection.
La campagne référendaire est cependant surtout marquée par une vive polémique, qui menace la tenue à la date prévue du scrutin. Le 14 mars 2024, le gouvernement décide en effet de ne fournir un soutien financier qu'à la campagne en faveur du « Oui », à laquelle il participe activement. Cette décision provoque une levée de boucliers chez les opposants au projet, qui réclament le 3 avril un report du scrutin. L'absence de transparence de la part du gouvernement est également vivement critiquée, le contenu exact de la révision constitutionnelle votée au parlement n'ayant alors toujours pas été rendue publique, ce qui amène les opposants à demander officiellement sa publication à la Commission électorale le 19 avril. Confrontés à une absence de réponse, ils déposent sept jours plus tard un recours auprès de la Cour suprême. Si le texte finit par être publié début mai, les opposants maintiennent leur demande d'une suspension du vote, considérant que ces deux éléments ont constitué une violation des droits des électeurs. La Cour annonce son intention de statuer sur ce recours le 27 mai, soit deux jours avant la date prévue du scrutin, laissant ainsi planer l'incertitude quant à sa mise en œuvre,,, avant de finalement rejeter l'ensemble des recours le 25 mai, permettant au référendum d'avoir lieu a la date prévue,.

## Résultats

### Changement de parti interdit
| Choix                     | Votes  | %     |
| ------------------------- | ------ | ----- |
| Pour                      | 53 809 | 59,28 |
| Contre                    | 36 968 | 40,72 |
|                           |        |       |
| Votes valides             | 90 777 | 96,07 |
| Votes blancs et invalides | 3 716  | 3,93  |
| Total                     | 94 493 | 100   |

### Affiliation obligatoire
| Choix                     | Votes  | %     |
| ------------------------- | ------ | ----- |
| Pour                      | 52 364 | 57,98 |
| Contre                    | 37 946 | 42,02 |
|                           |        |       |
| Votes valides             | 90 310 | 96,18 |
| Votes blancs et invalides | 3 582  | 3,82  |
| Total                     | 93 892 | 100   |

## Analyse et conséquences
Le vote étant étendu jusqu'au 2 juin pour la diaspora, le dépouillement ne commence que le lendemain, avec une publication des résultats le 12 juin par la Commission électorale. Cette dernière ne rend cependant pas public les taux de participation, le total des inscrits sur les listes électorales n'ayant pas été communiqué. Ces derniers étaient 302 258 lors des élections législatives organisées deux ans plus tôt, ce qui donnerait un taux de participation au référendum d'environ 30 %. Les deux projets sont largement approuvés : l'amendement 17A recueille 59 % des votes en sa faveur, et le 17B près de 58 %. Les réformes entre en vigueur le lendemain du vote, lors de leur publication au journal officiel,,.